# Anglesey Abbey

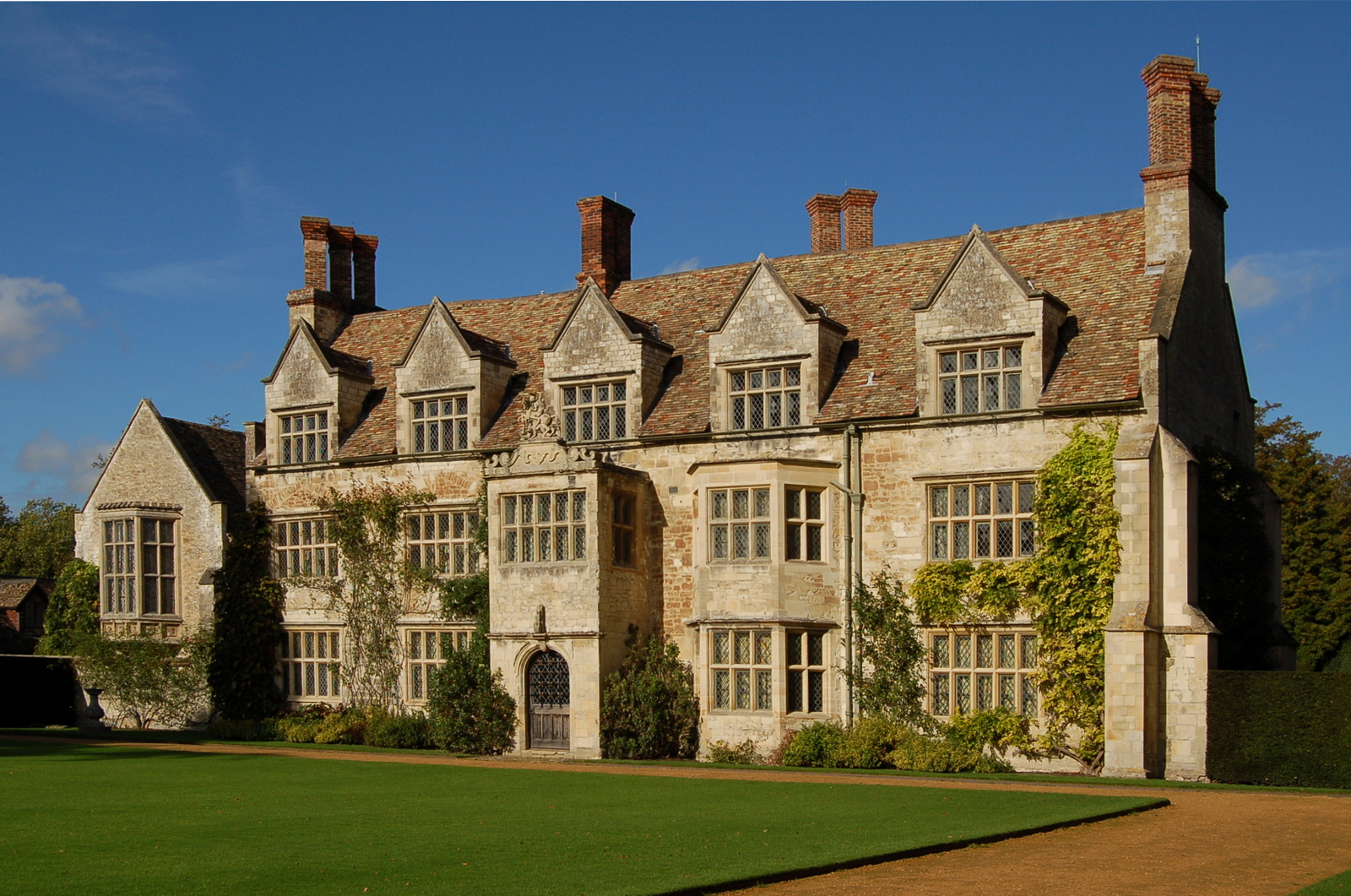
Fața casei, orientată spre sud

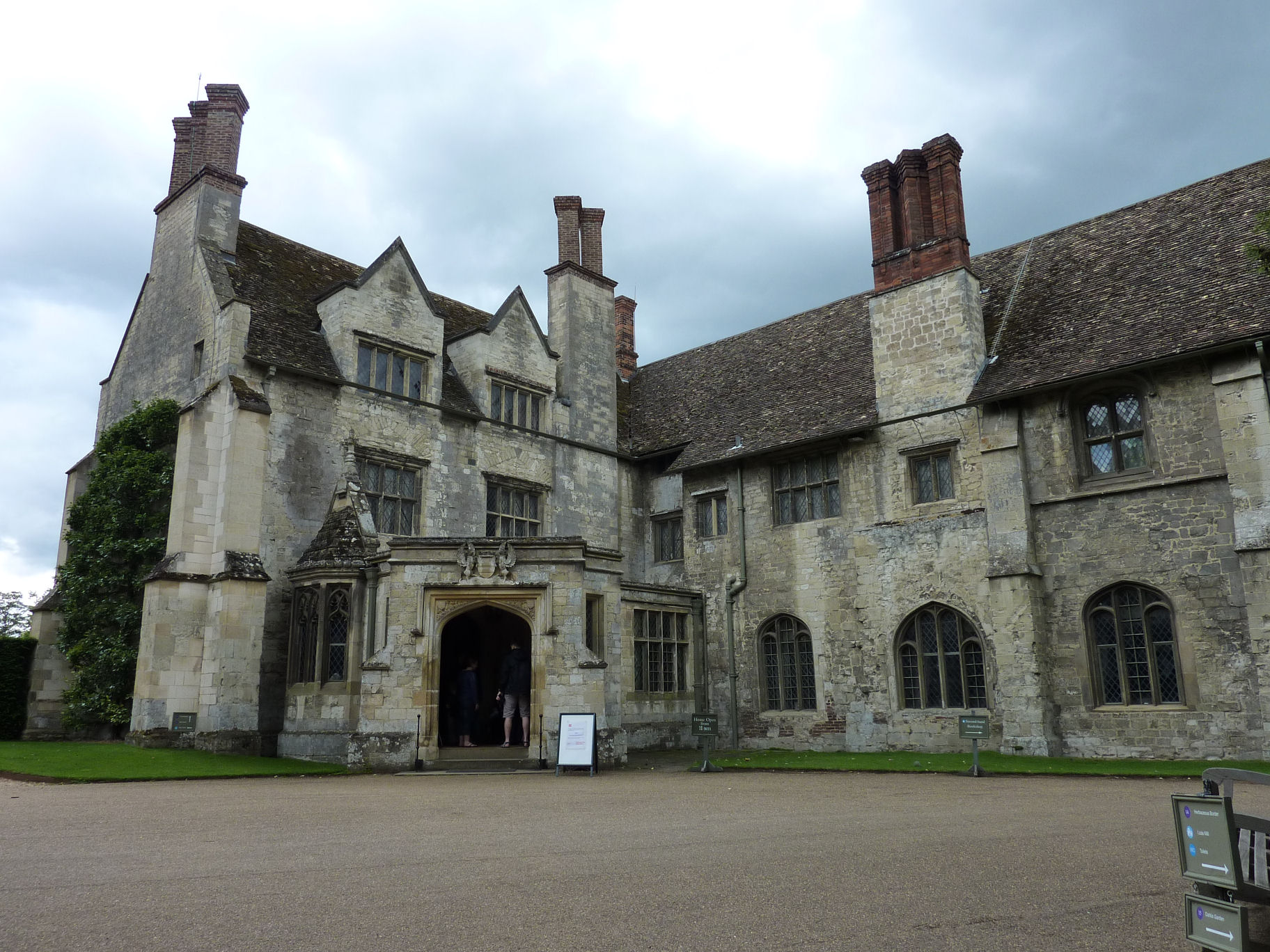
Intrarea pentru vizitatori din spatele casei

Anglesey Abbey este un conac, fostă mănăstire, în satul Lode, la 9 km nord-est de Cambridge, Anglia. Casa și terenul sunt deținute de către National Trust și sunt deschise pentru public, ca parte a Anglesey Abbey, Gardens și Lode Mill, deși unele părți din casă sunt private pentru familia Fairhaven.
Terenul de 98 de hectare (400.000 de m2), inclus pe lista de clasa II*, este împărțită în diferite grădini și zone, cu sculpturi clasice, arta topiară și paturi de flori. Suprafața a fost amenajată în stilul secolului al XVIII-lea de către ultimul proprietar privat, Primul Baron Fairhaven, în 1930. O piscină mare, Piscina Carierei, este considerată a fi amplasată pe locul unei mine de coprolit din secolul al XIX-lea. Moara de apă Lode (pe atunci cunoscută sub numele de „Anglesea Watermill”), datând din secolul al XVIII-lea, a fost restaurată și funcționează din nou din 1982, iar acum vinde făină vizitatorilor.
Primul Lord Fairhaven a îmbunătățit și casa și a decorat interiorul cu o valoroasă colecție de mobilier, tablouri și obiecte de artă.

## Grădini

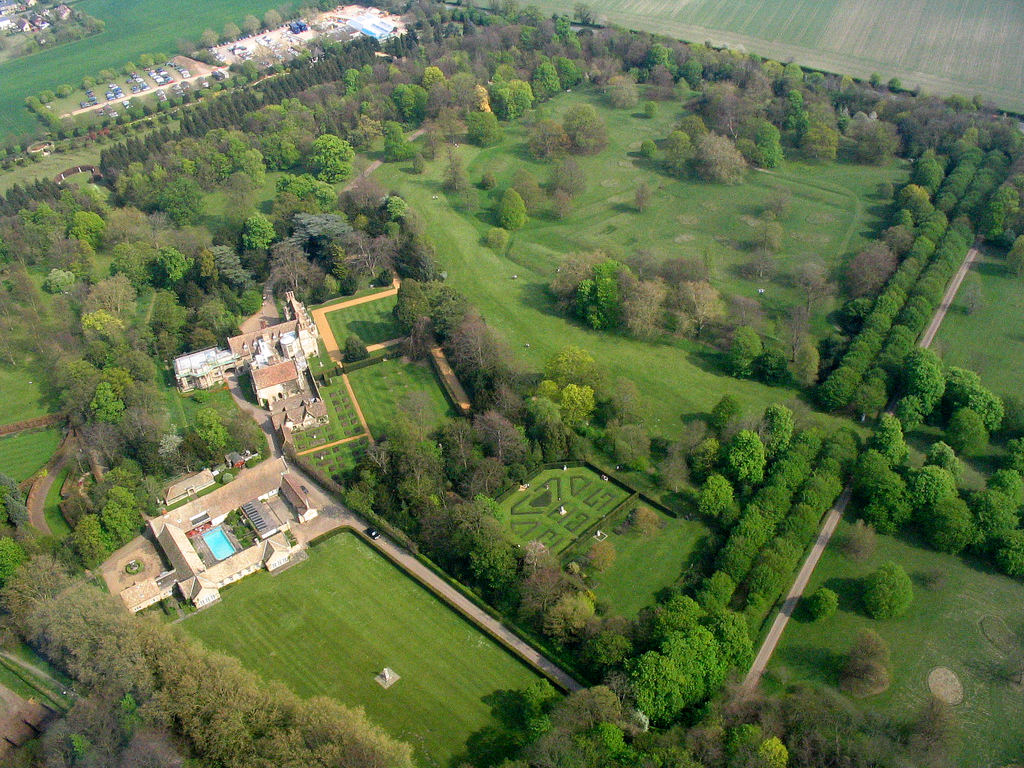
Vedere aeriană a casei și grădinilor

Grădinile amenajate sunt populare pe tot parcursul anului. Cele mai vizitate zone includ rozariul (replantat de Lordul Fairhaven) și grădina de dalii (înființată în 1952), care conțin multe zeci de soiuri. În afara sezonului, grădinile de primăvară și de iarnă sunt renumite la nivel național, în special în februarie, când apar ghioceii. În urma epidemiei de boala ulmului olandez, au fost plantați carpeni pentru a înlocui ulmii care datau din anii 1930.

Peluzele din South Park sunt cosite mai puțin frecvent și aceasta permite multor flori sălbatice să înflorească și să-și împrăștie semințele. Peste 50 de specii de flori sălbatice au fost înregistrate, inclusiv câteva specii de orhidee și sângele voinicului. În mijlocul verii, apare un număr mare de fluturi. Fiindcă grădinile sunt situate în East Anglia, care are un climat remarcabil de uscat, în 1999 a fost introdus un sistem de compostare pentru a îmbunătăți drenajul și de a ajuta la păstrarea apei în sol în timpul secetelor. La un deceniu de atunci, 95% din deșeurile de grădină erau compostate.

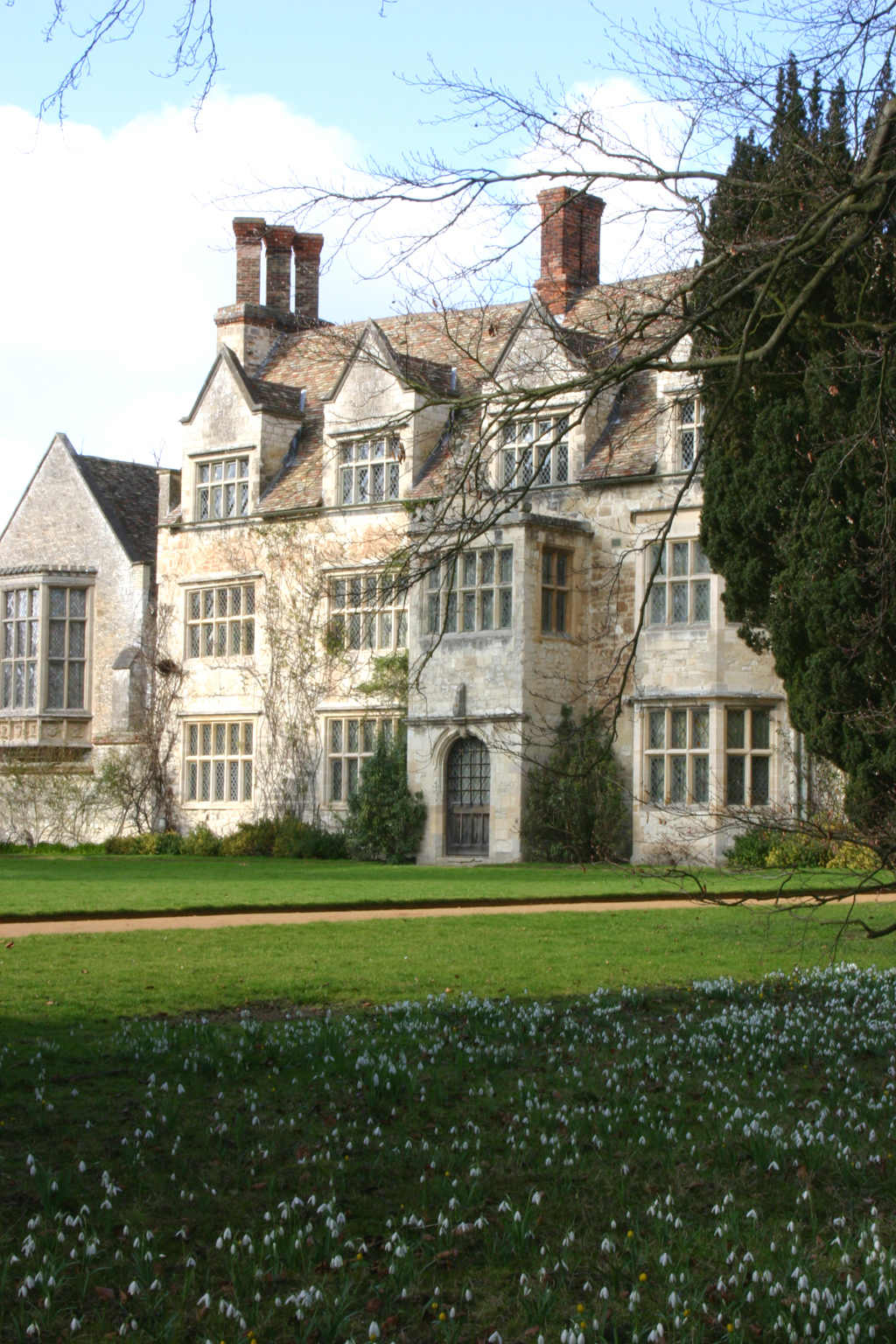
Ghiocei in fata casei
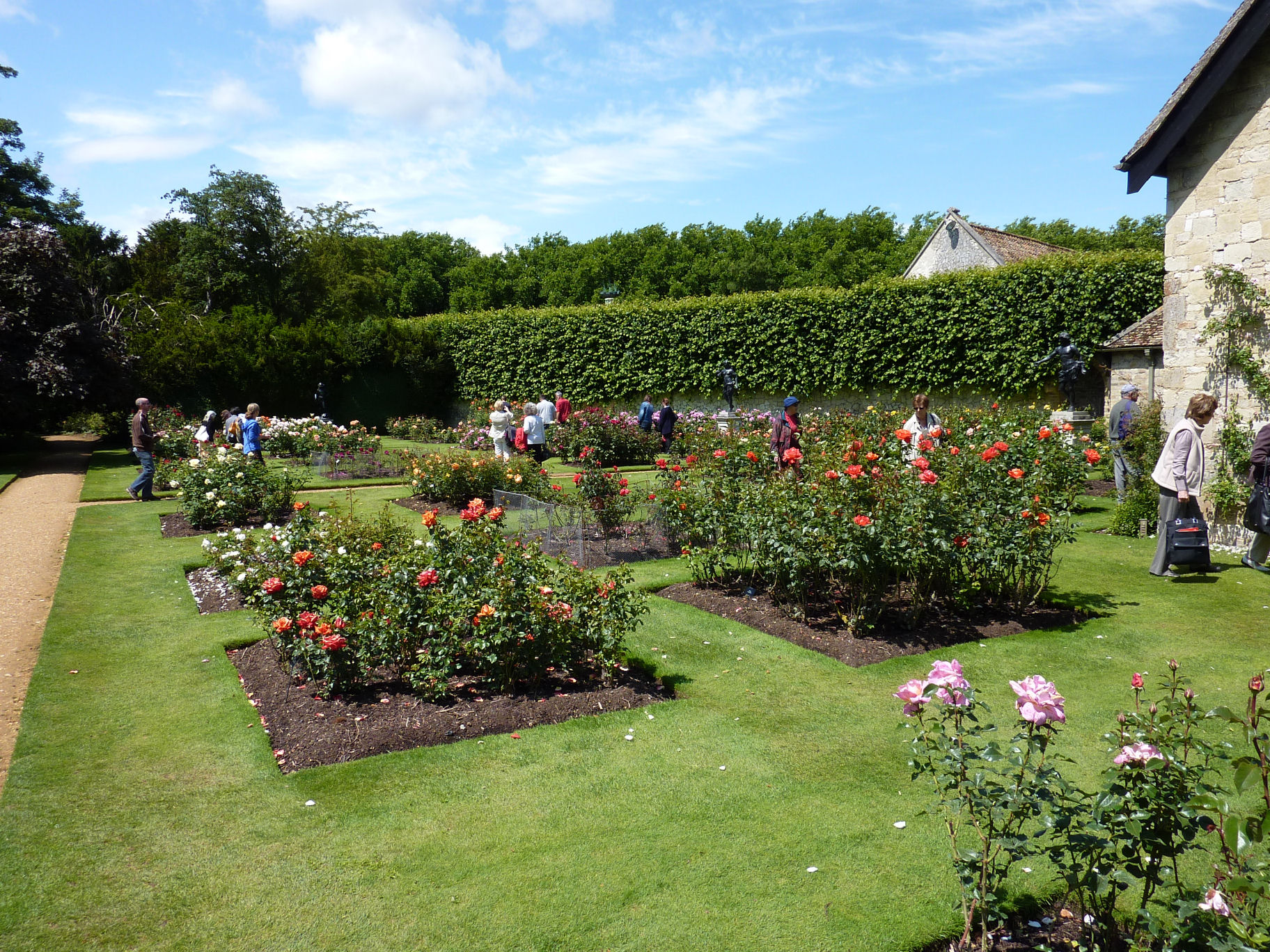
Rozariul
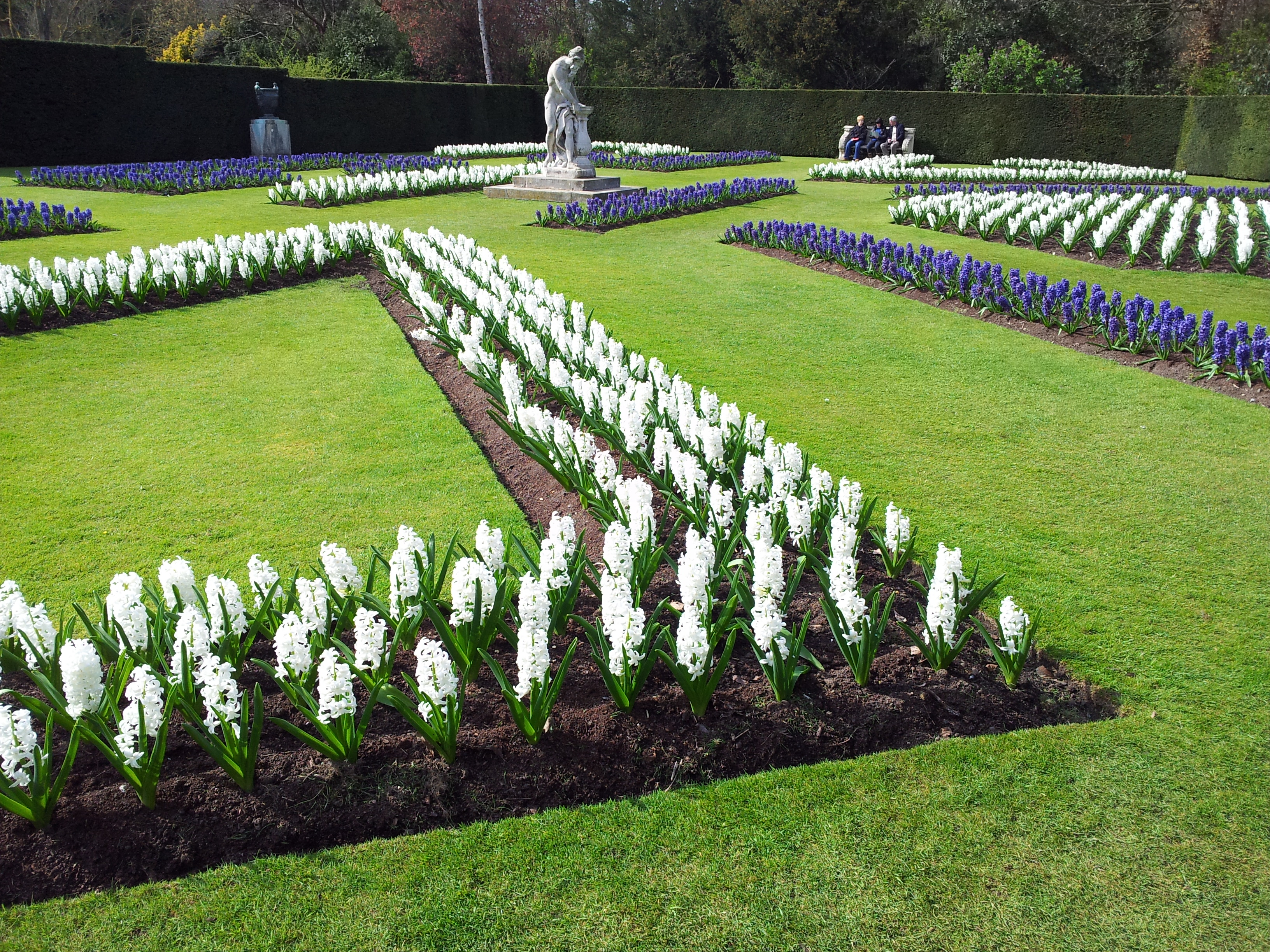
Grădina formală cu zambile
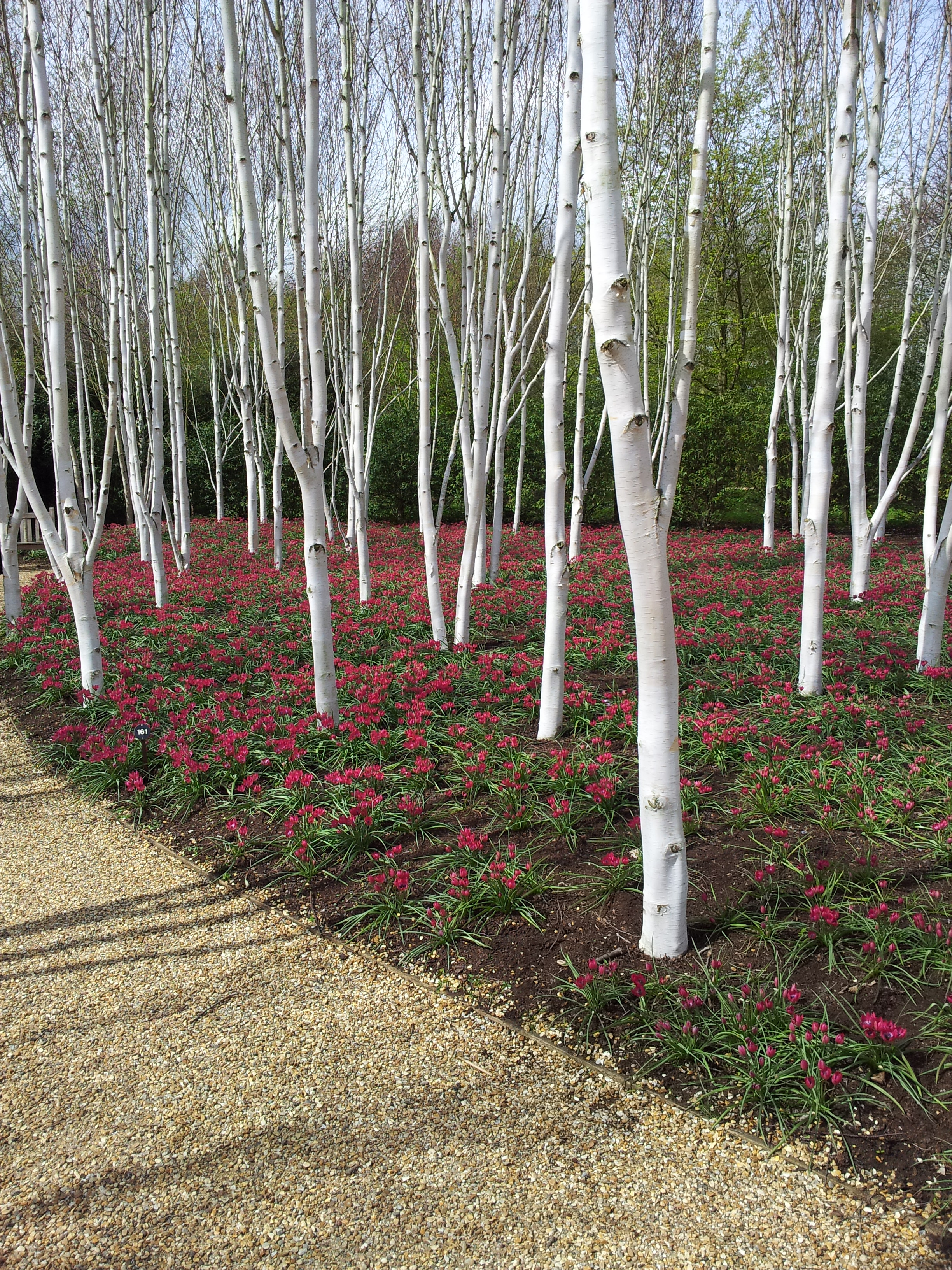
O parte din „Aleea iernii”, primăvara
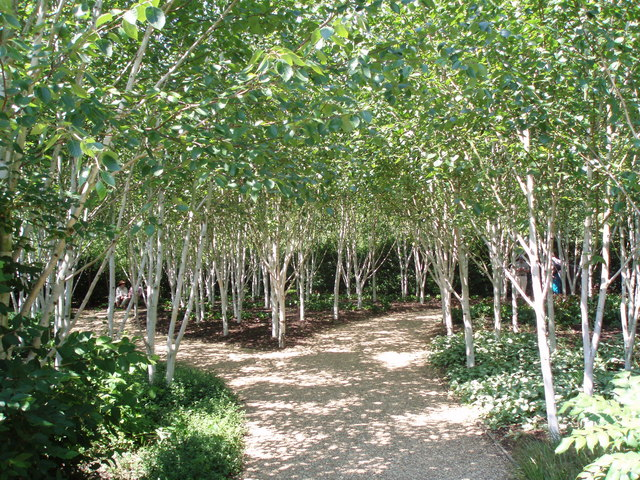
„Aleea iernii” în timpul verii
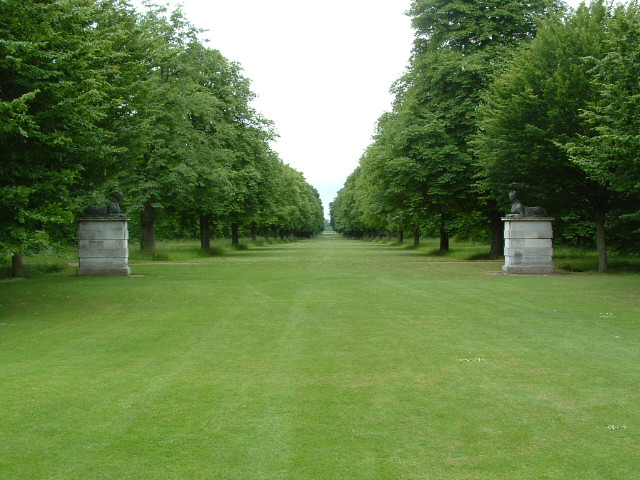
Coronation Avenue
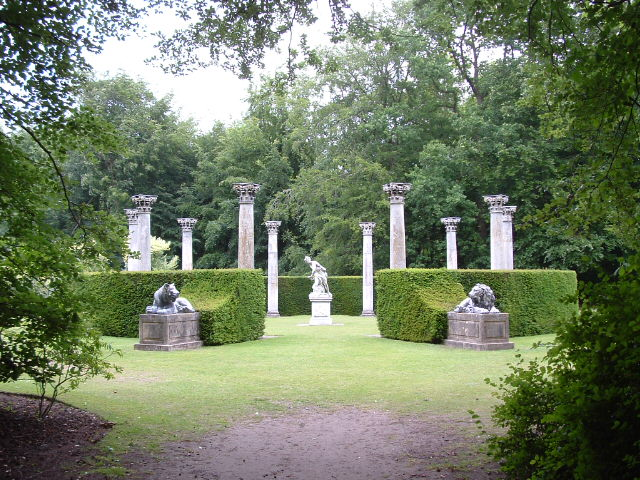
Templul Circular